# Torres de Satélite

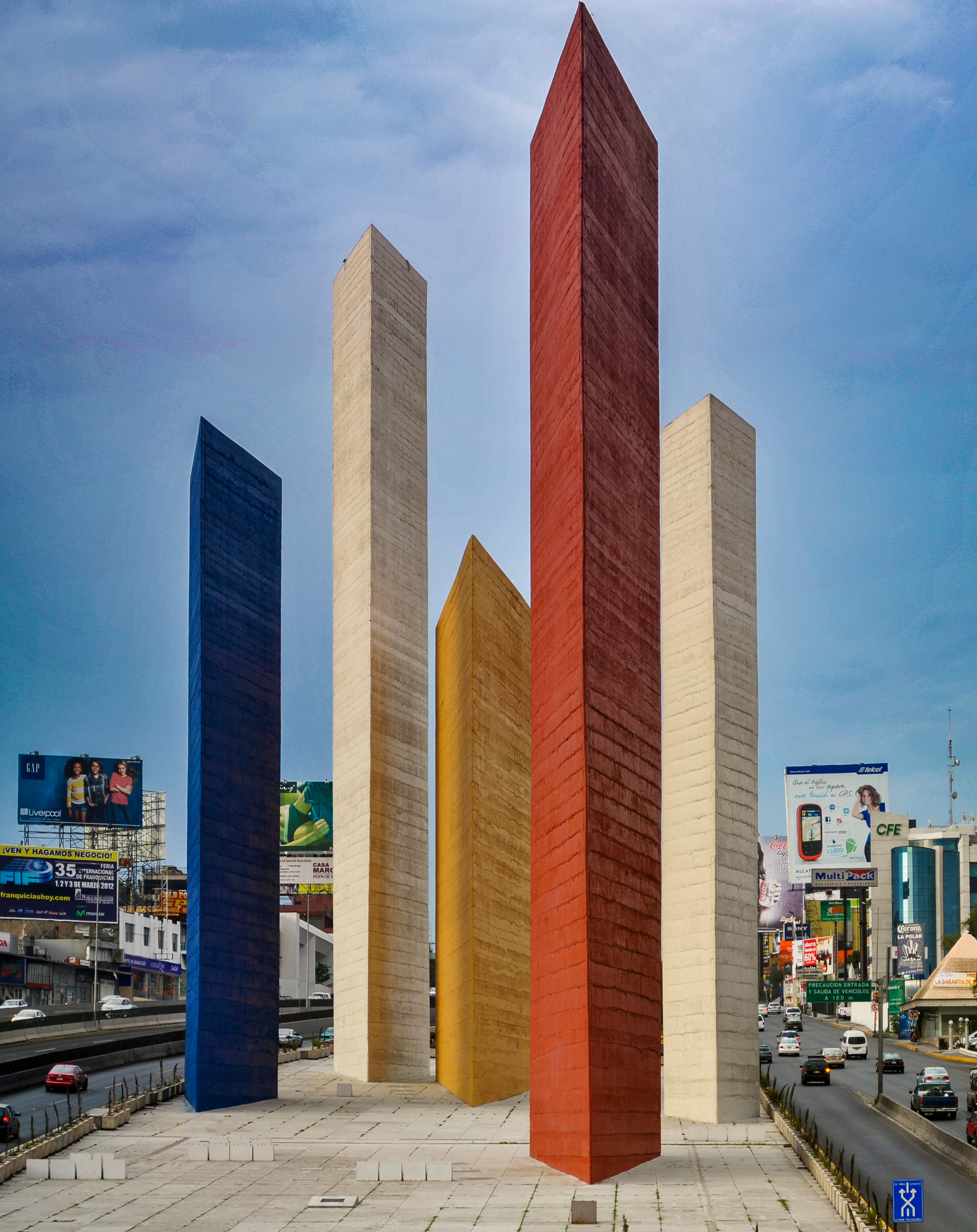
Torres de Satélite văzută din Anillo Periférico

Torres de Satélite („Turnuri Satelit”) sunt un grup de sculpturi situate în cartierul Ciudad Satélite din Naucalpan, Mexico, Mexic în afara orașului Mexico City. Una dintre primele sculpturi urbane din țară cu dimensiuni mari, și-a început planificarea în 1957 cu ideile renumitului arhitect mexican Luis Barragán, pictorului Jesús Reyes Ferreira și sculptorului Mathias Goeritz. Proiectul a fost inițial planificat să fie compus din șapte turnuri, cel mai înalt atingând o înălțime de 200 de metri (aproximativ 650 de feet), dar o reducere bugetară a obligat proiectarea să fie compusă doar din cinci turnuri, cu cel mai înalt măsurând 52 de metri (170 de feet) și cel mai scurt 30 de metri (98 de feet).
Goeritz a dorit inițial ca turnurile să fie pictate în diferite nuanțe de portocal, dar și-a schimbat părerea mai târziu din cauza presiunii din partea constructorilor și a investitorilor. S-a decis în sfârșit să existe câte un turn fiecare în roșu, albastru și galben, culorile primare subtractive și două în alb.
Astfel, în primele zile ale lunii martie 1958, Turnurile Satélite au fost inaugurate ca simbol al nou-născutului și modernului Ciudad Satélite.

## Legături externe
- —Ayuntamiento de Naucalpan de Juárez — Official website.